# Sammy Guillen
Simpson Clairmonte Guillen (* 24. September 1924 in Port of Spain, Trinidad und Tobago; † 1. März 2013 in Christchurch, Neuseeland) war ein Cricketspieler aus Trinidad und Tobago, der in der Saison 1951/52 für das West Indies Cricket Team spielte und 1956 zu Einsätzen in der neuseeländischen Nationalmannschaft kam.

## Kindheit und Ausbildung
Guillen wuchs in Trinidad auf. Sein Vater Victor Guillen spielte selbst Cricket für Trinidad und war als Umpire auch bei Test-Matches im Einsatz. Sein Bruder Noel Guillen spielte ebenfalls für Trinidad.

## Aktive Karriere
Guillen gab sein First-Class-Debüt in 1947/48 für Trinidad. Für die Tour in Australien im Dezember 1951 wurde er dann in das west-indische Nationalteam als Wicket-Keeper berufen, nachdem sich Clyde Walcott eine Rückenverletzung zugezogen hatte. Bei der folgenden Tour in Neuseeland erzielte er im ersten Test sein einziges internationales Fifty über 54 Runs, womit er den Vorsprung im ersten Innings ermöglichte, der dann zum Sieg führte. Ein paar Monate nach der Tour siedelte er dann mit Hilfe von Walter Hadlee nach Neuseeland über. Dort spielte er dann für Canterbury und war Fußball-Torhüter für Western A.F.C. und spielte dort unter anderem im Chatham Cup. Als die West Indies im Februar 1956 für eine weitere Tour nach Neuseeland kamen, legten sie keinen Einspruch gegen den Einsatz von Guillen auf der Seite der neuseeländischen Mannschaft ein. So spielte er abermals in allen drei Tests der Tour. Im abschließenden Test gelang ihm dann ein Stumping von Alf Valentine und damit das entscheidende Wicket, das Neuseeland nach 44 Tests und 26 Jahren den ersten internationalen Test-Gewinn bescherte. Es war sein letzter Einsatz im Nationalteam. Es schien sicher, dass er noch einmal für die Tour in England im Sommer 1958 Berücksichtigung finden sollte, doch wurde er nicht in den Kader berufen. Sein letztes First-Class-Match für Canterbury bestritt er dann in der Saison 1960/61.

## Nach der aktiven Karriere
Guillen verblieb in Neuseeland und gründete eine Familie. Seine Frau war ebenfalls Cricket-Spielerin und zusammen hatten sie vier Kinder. Bis ins hohe Alter widmete er sich dann dem Golf. Sein Enkel Logan van Beek spielt in der niederländischen Nationalmannschaft Cricket.